# Krahn
I Krahn (scritto anche Kran) sono un popolo di ceppo Kru che vive principalmente lungo il confine tra Liberia e Costa d'Avorio, in Africa occidentale. Sono in genere considerati lo stesso popolo (o un continuum di popoli affini) rispetto ai Wé e ai Guéré della Costa d'Avorio, e ai Sapo della Liberia, ed è probabile che il contatto occidentale con le lingue kru sia la ragione principale dello sviluppo di questi diversi etnonimi.

## Storia e cultura

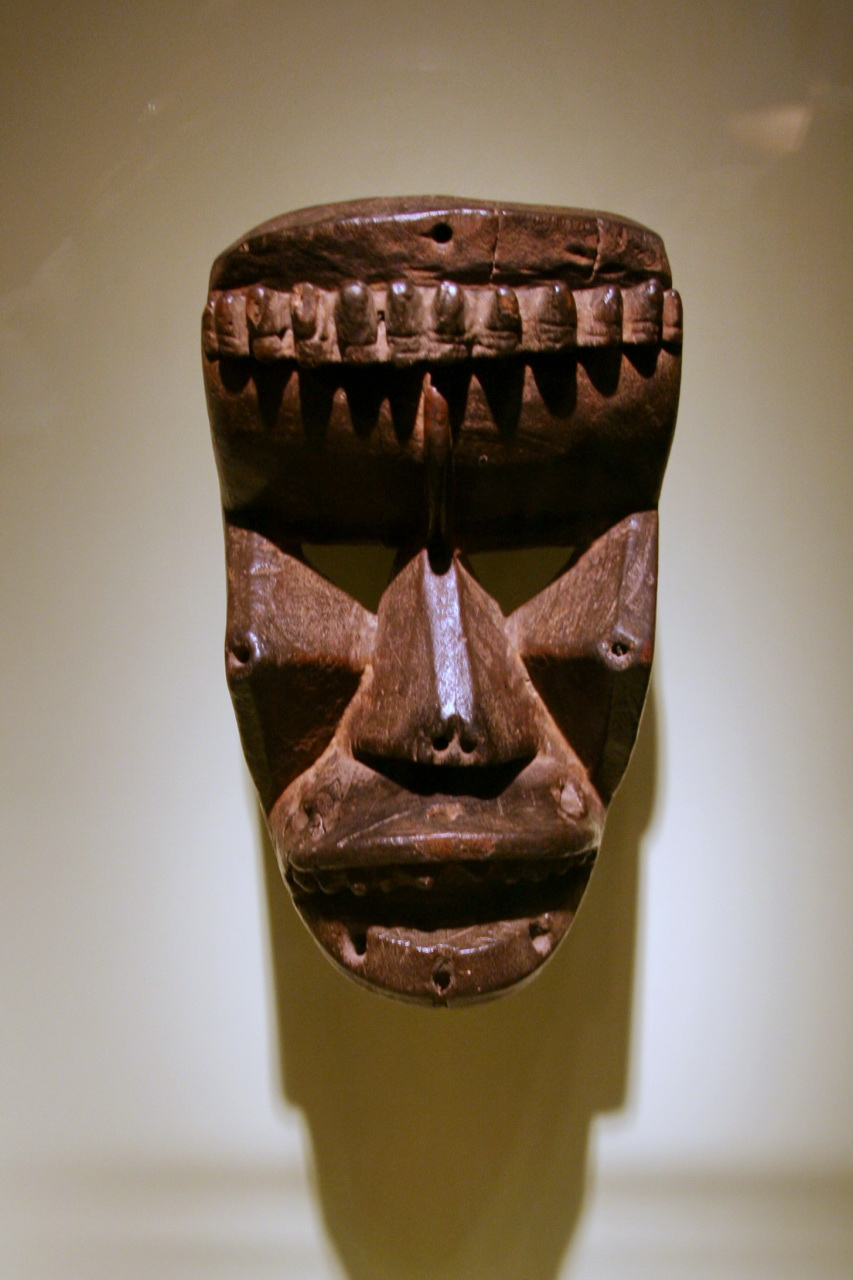
Maschera krahn esposta al National Museum of African Art, Washington, DC

I Krahn arrivarono in un'area della Liberia precedentemente conosciuta come "Costa del Pepe" come parte delle migrazioni dell'inizio del XVI secolo dal nord-est e dall'attuale Costa d'Avorio. Questa migrazione avvenne a causa della pressione sulle popolazioni locali derivante dall'emigrazione di altri gruppi etnici dal Sudan occidentale dopo il declino degli imperi medievali, nonché dall'aumento delle guerre regionali. A quel tempo, la tratta atlantica degli schiavi africani stava diventando sempre più importante in Liberia. Alcuni sottogruppi Kru furono venduti come schiavi dai loro vicini, ma era più comune per i Krahn e altri popoli costieri della Liberia servire come commercianti locali, mediando accordi all'interno del mercato degli schiavi occidentale.
I Krahn della Liberia erano originariamente cacciatori, pescatori e agricoltori e tradizionalmente si concentravano sulla produzione di riso e manioca. Con il progredire del XX secolo, l'emigrazione dei giovani Krahn verso aree più sviluppate come Monrovia si intensificò. I Wé in Costa d'Avorio erano anch'essi cacciatori, pescatori e agricoltori, sebbene tendessero a concentrarsi maggiormente su colture come riso, patate dolci, taro, manioca, mais e platani. Come per i Krahn in Liberia, le tradizioni di caccia e agricoltura sono diventate insostenibili e, in anni più recenti, molti membri del gruppo hanno iniziato a lavorare nelle miniere di diamanti e nelle piantagioni di gomma.
Come gli altri popoli kru, i Krahn hanno un'organizzazione sociale di tipo clanico, con un governo decentralizzato. Nella loro cultura rivestono grande importanza le maschere rituali.